# 木村保之助
木村 保之助（きむら やすのすけ）は、大相撲の行司の名跡の一つ。過去に3人が名乗ったが、いずれも幕下格以下で襲名されている。
- 初代 襲名期間は1955年（昭和30年）9月場所 - 1966年（昭和41年）7月場所。後の30代木村庄之助。
- 2代　襲名期間は1988年（昭和63年）1月場所 - 同年9月場所。最高位序ノ口格。
- 3代　襲名期間は1994年（平成6年）1月場所 - 2006年（平成18年）11月場所。4代木村林之助襲名を経て、現在は木村千鷲の名で十両格。